# Gorlitsa Airlines
Gorlitsa Airlines of Horlytsa Avia is een Oekraïense luchtvaartmaatschappij met thuisbasis in Kiev.

## Geschiedenis
Gorlitsa Airlines werd opgericht in 1999.

## Vloot
De vloot van Gorlitsa Airlines bestaat uit: (maart 2007)
- 1 Antonov AN-12BP
- 2 Antonov AN-26B